# پورنا داس باول سمرت
پورنا داس باول معروف به پورنا داس باول سمرت، (زادهٔ ۱۸ مارس ۱۹۳۳) یک موسیقی‌دان و خواننده هندی است.
پورنا داس همچنین در فیلم‌های متعددی ظاهر شده‌است. او به همراه شاگردش سلینا تیلمن یک کتاب در مورد فلسفه باول‌ها به زبان انگلیسی نوشت. در سال ۲۰۱۹، او در مستندی دربارهٔ رابطه عاشقانه طولانی باب دیلن با نام «اگر نه برای تو» حضور داشت.